# Cot Sia
Cot Sia är en kulle i Indonesien.   Den ligger i provinsen Aceh, i den västra delen av landet, 1 800 km nordväst om huvudstaden Jakarta. Toppen på Cot Sia är 47 meter över havet.
Terrängen runt Cot Sia är kuperad åt sydost. Havet är nära Cot Sia åt nordväst. Runt Cot Sia är det tätbefolkat, med 257 invånare per kvadratkilometer. Närmaste större samhälle är Banda Aceh, 14,0 km sydväst om Cot Sia. Omgivningarna runt Cot Sia är en mosaik av jordbruksmark och naturlig växtlighet.